# ナスル1世
ナスル1世（? - 892年）は、サーマーン朝のアミール。父はアフマド・イブン・アサドである。

## 生涯
父アフマドの死を受けて、ナスルはトランスオクシアナ地方の中心都市であったサマルカンドを相続した。相続をするや否やナスルは、サッファール朝からの妨害を受けることとなった。その後、875年にナスルはアッバース朝のカリフの権威を借りる形で、トランスオクシアナ全域の支配権を与えられることによって、サーマーン朝を開くこととなる。
ナスルは、自らの弟であるイスマーイールをブハラ攻略のために派遣した。ブハラは当時、ホラズムに支配されていたが、イスマーイールが到着すると城門を開いた。こうしてブハラはサーマーン朝の統治下に入ったが、事実上イスマーイールの拠点として機能することとなった。
ブハラからはナスルが期待していた税収が入ることがなく、兄弟間での争いが目立つようになった。しかし、イスマーイールは事実上のサーマーン朝の統治者となったものの、アッバース朝はトランスオクシアナ地方の統治者はナスルと認識していたため、ナスルを王朝のリーダーとして扱っていたようである。この状況はナスルが死亡する892年まで続いた。